# گالیم
گالیوم (به انگلیسی: Gallium) یک عنصر شیمیایی با نماد Ga و عدد اتمی ۳۱ است. گالیوم خالص در دما و فشار استاندارد یک فلز نرم و نقره‌ای است، اما در حالت مایع سفید نقره‌ای می‌شود. اگر نیروی زیادی به آن وارد شود، ممکن است به صورت صدفی (conchoidal) شکسته شود. این عنصر در گروه ۱۳ جدول تناوبی قرار داشته و به همین دلیل با سایر فلزات این گروه یعنی آلومینیوم، ایندیوم و تالیوم شباهت دارد. گالیوم به صورت خالص در طبیعت وجود ندارد، بلکه به عنوان ترکیبات گالیوم (III) در مقادیر بسیار کم در سنگ معدن روی و بوکسیت یافت می‌شود. گالیوم خالص در دمای بالاتر از ۲۹٫۷۶ درجه سلسیوس (۸۵٫۵۷ درجه فارنهایت) به صورت مایع است و در دست فرد با دمای طبیعی بدن انسان یعنی ۳۷٫۰ درجه سلسیوس (۹۸٫۶ درجه فارنهایت) ذوب می‌شود.
از نقطه ذوب گالیوم به عنوان نقطه مرجع دما استفاده می‌شود. آلیاژهای گالیوم در دماسنج‌ها به عنوان یک جایگزین غیر سمی و سازگار با محیط زیست برای جیوه استفاده می‌شود و می‌تواند دماهای بالاتر از جیوه را تحمل کند.

## مشخصات

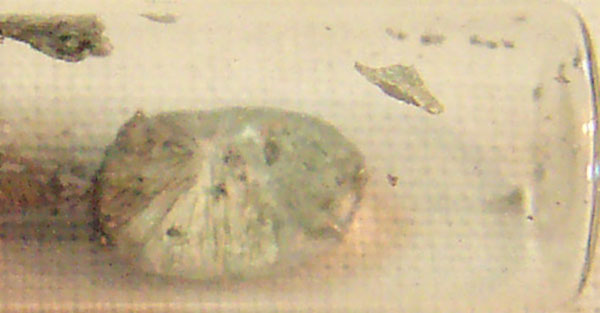
گالیم آمورف

نوع بسیار خالص آن در دمای اتاق و در شرایط استاندارد دما و فشار جامد با رنگ نقره‌ایِ آبی، نقطه ذوب ۲۹٫۷ رنگ نقره‌ای سفید، نقطه جوش ۲۴۰۳، و درجهٔ جرم حجمی ۵٫۹، تا حدود صفر درجه بدون جامد شدن خنک می‌شود. با اسید باز واکنش می‌دهد، در جیوه اندکی حل می‌شود. گالیم جامد سبکتر از مایع آن است. در دستگاه راست لوزی متبلور می‌شود. ترکیب‌های آن بسیار کمیاب هستند تا ۹۹٫۹۹۹۹ درصد خلوص نیز تهیه شده‌است. اگر آن را در دست فشار دهیم ذوب می‌شود؛ زیرا دمای دست ۴۰درجه اما دمای ذوب گالیم ۲۹٫۷ درجه سانتی گراد است و چون دمای گرمای دست بیشتر از دمای ذوب گالیم است، گالیم ذوب می‌شود همچنین وقتی آن را در اسید سولفوریک و محلول دی کرومات غوطه‌ور کنید، گالیم همانند یک قلب زنده می‌تپد و ضربان دارد چرا که کشش سطحی آن افزایش پیدا می‌کند.

## محل کشف
از کانی‌های روی و بوکسیت استخراج می‌شود.

## طرز تهیه و استخراج
گالیم از کلرید گالیم و به وسیله تجزیه با برق استخراج می‌شود.
فلزی است بسیار ارزشمند و روندهای تناوبی در جدول را معمولاً رعایت نمی‌کند.
گالیوم ذیل عنوان فلزات پراکنده طبقه بندی می‌شود که در غلظت‌های کم در پوسته زمین رخ می‌دهند و استخراج آن را بسیار غیراقتصادی می‌کند. گالیوم به عنوان یک عنصر ثانویه در سنگ معدن بوکسیت وجود دارد و تولید آن در درجه اول یک محصول جانبی از پالایش آلومینیوم است.

## احتیاط
درجه سمی آن بسیار کم است. تنها یک قطره گالیم مایع کافی است تا ساختار آلومینیوم را دستخوش تغییر کرده و اتصالات مولکولی آن را چنان سست کند که تنها با فشاری اندک سوراخ شود. گالیم به ساختار و شبکه آلومینیوم نفوذ می‌کند، یکپارچگی و اتحاد مولکولی آن را چنان تحت تأثیر قرار می‌دهد که بیشتر به یک ورقه فلزی نازک شباهت دارد تا یک فلز مستحکم و مقاوم و اگر این فلز را در دست بگیریم با حرارت دستمان ذوب می‌شود.

## کاربردها
از گالیم در دماسنج‌های با اختلاف دمای زیاد استفاده می‌شود، این عنصر همچنین در آماده‌سازی آلیاژهایی با مقاومت‌های خاص و ذوب آسان نیز کاربرد دارد. اما در اصل امروزه گالیم بیشتر در صنایع نیمه رسانا به کار رفته و می‌توان آن را در بسیاری از گجت‌ها و ابزارهایی که هر روزه مورد استفاده قرار دارد یافت.
همچنین این عنصر می‌تواند تا فرکانس ۲۵۰ گیگاهرتز بدون هیچ مشکلی فعالیت کند که این البته مربوط به گالیم آرسنید است.